# Roberto Poblete
Roberto Fortunato Poblete Zapata (Los Ángeles, 8 de enero de 1955) es un actor de teatro, cine y televisión, director, profesor, locutor, presentador de televisión y político chileno. Es conocido por haber participado en varias series de televisión en Canal 13 y Chilevisión. 
Se desempeñó como diputado por Los Ángeles durante el período 2014-2018.

## Biografía
Roberto Poblete nació en la ciudad de Los Ángeles el año 1955. Sus padres son Fortunato Poblete y María Zapata oriundos de Quillón y Mulchén respectivamente. Realizó sus estudios en el Liceo Alemán de la ciudad de los Ángeles. 
Estudió en la Escuela de Artes de la Comunicación en la Universidad Católica de Chile. Se tituló de actor en 1979 con la tesis Las relaciones en la construcción del personaje.
Es candidato a magíster en Artes, con Mención en Dirección Teatral, de la Universidad de Chile.

## Carrera actoral

### Teatro y académico
Ha actuado en numerosas obras de teatro como Sueños de mala muerte (1982), Primavera con una esquina rota (1984), Los payasos de la esperanza, Padre nuestro que estás en la cama (2002), Sueños de la memoria (2004), Okupación (2005) —por la que fue nominado al Altazor 2006—, El grito (2006), Atascados en la Salala (2009), Lindo país esquina con vista al mar (2010), Levántate y corre (2011) y Alguien tiene que ceder (2013).
También se ha dedicado a la dirección teatral de diversos montajes como Todas íbamos a ser reinas, Tres noches de un sábado y Llega el Rey.
Ha realizado una extensa labor docente en diversas universidades del país, entre ellas la Pontificia Universidad Católica de Chile, UNIACC y Universidad de Santiago de Chile. Fue director y fundador de la carrera de teatro de la Universidad Bolivariana de Los Ángeles.

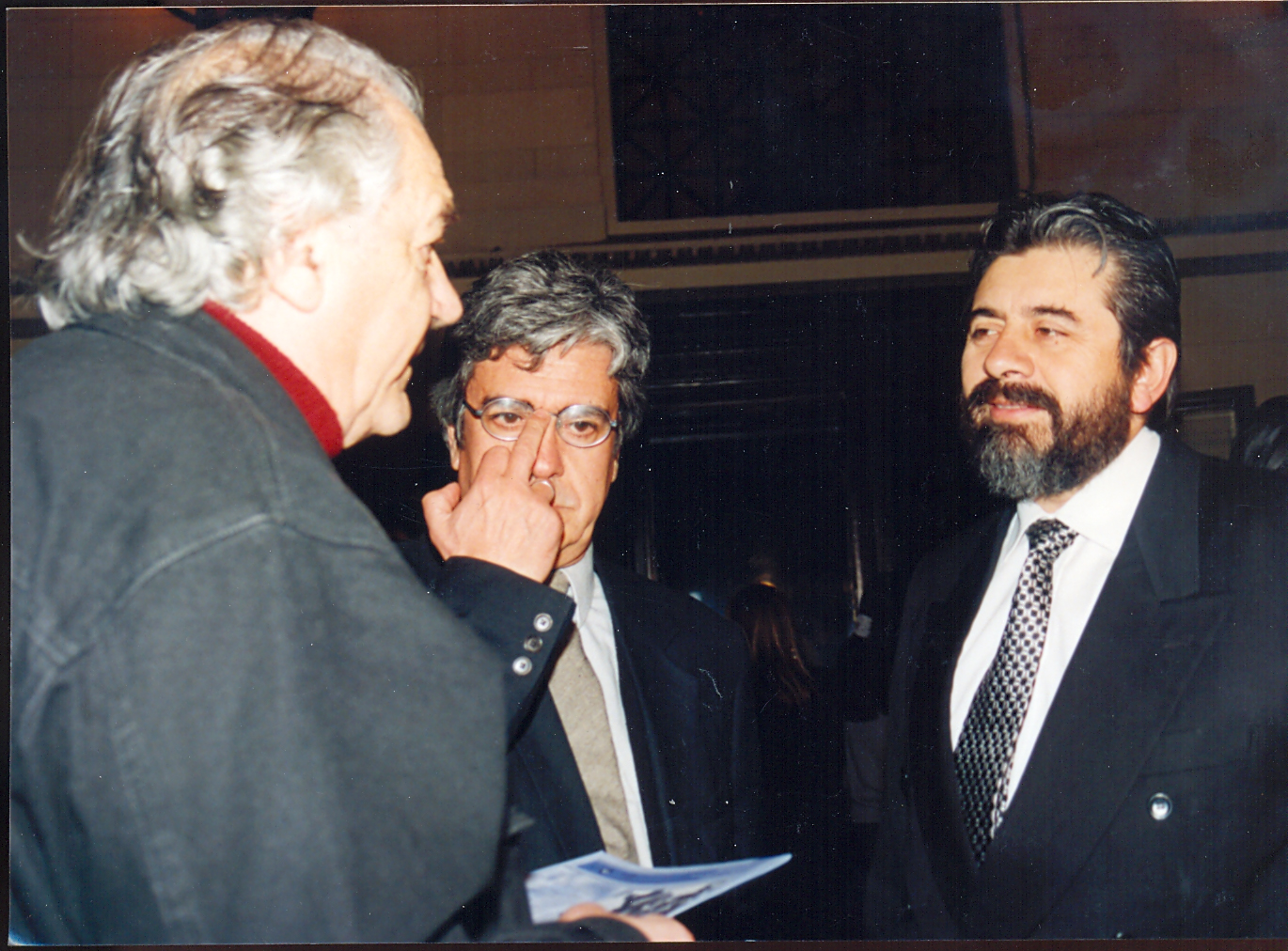
de izq. a derecha: Claudio di Girolamo, Eugeni Llona y Roberto Poblete, en 1998.

### Cine y televisión
En cine, participó en los largometrajes Sexto A (1985) y Dos mujeres en la ciudad (1990), ambas de Claudio di Girólamo; La estación del regreso (1987) de Leo Kocking; Historia de un roble solo (1982) y La luna en el espejo (1990), ambas de Silvio Caiozzi; País de octubre (1990) de Daniel de la Vega; y Cuestión de ubicación de Luciano Tarifeño.
Ha actuado en diversas teleseries tales como Villa Los Aromos (1981), Los títeres (1984), La última cruz (1987),Cerro Alegre,  Marrón Glacé (1993), El amor está de moda (1995), y Marparaíso (1998). También ha participado en series de televisión como Crónica de un hombre santo (1990), La patrulla del desierto (1993) y Casados (2005); y en diversos programas infantiles y de humor, como El desjueves, De chincol a jote, programa donde popularizó la sección «Humbertito y Gaspar» junto a Cristián García-Huidobro, Vamos Chile, conductor de El tiempo es oro, entre otros.

## Carrera política
En las elecciones parlamentarias de 2013 postuló como candidato a la Cámara de Diputados por el distrito 47 que incluye entre otras localidades la ciudad de Los Ángeles, apoyado por el Partido Socialista. Obtuvo el 12,96% de los votos, qudando en tercer lugar, pero resultando elegido por efecto del sistema binominal. Asumió el 11 de marzo de 2014. Es integrante de las comisiones permanentes de Derechos Humanos y Pueblos Originarios; Economía, Fomento; Micro, Pequeña y Mediana Empresa; Protección de los Consumidores y Turismo; y Cultura, Artes y Comunicaciones.
Buscó integrar nuevamente la Cámara de Diputados, esta vez por el nuevo distrito 21, en las elecciones parlamentarias de 2017. Obtuvo 12 309 votos, equivalentes al 6,46 %, no resultando reelegido.

## Filmografía

### Películas
- Historia de un roble solo (1982).
- VI A 1965 (1986).
- La estación del regreso (1987).
- País de octubre (1990).
- La luna en el espejo (1990).
- Dos mujeres en la ciudad (1990).

### Telenovelas
| Teleseries | Teleseries               | Teleseries                                 | Teleseries  |
| Año        | Teleserie                | Rol                                        | Canal       |
| ---------- | ------------------------ | ------------------------------------------ | ----------- |
| 1977       | La colorina              | Richard Varela                             | TVN         |
| 1981       | Villa Los Aromos         | Sergio Retamal                             | TVN         |
| 1984       | Los títeres              | Bruno Cañas                                | Canal 13    |
| 1985       | Matrimonio de papel      | Mauricio Poblete                           | Canal 13    |
| 1985       | La trampa                | Tonelo                                     | Canal 13    |
| 1986       | Ángel Malo               | Daniel Lozano                              | Canal 13    |
| 1986       | Secreto de familia       | Casto Y Puro Carvajal                      | Canal 13    |
| 1987       | La última cruz           | Ulises                                     | Canal 13    |
| 1988       | Vivir así                | Richard Guzmán                             | Canal 13    |
| 1989       | La intrusa               | Segundo Reyes                              | Canal 13    |
| 1990       | ¿Te conté?               | Pedro Carreño                              | Canal 13    |
| 1993       | Marrón glacé             | Néstor Méndez                              | Canal 13    |
| 1994       | Champaña                 | Leonardo                                   | Canal 13    |
| 1995       | El amor está de moda     | Aristóteles Sepúlveda / Vittorio Valentini | Canal 13    |
| 1996       | Marrón glacé, el regreso | Néstor Méndez                              | Canal 13    |
| 1997       | Eclipse de luna          | Dante O'Neal                               | Canal 13    |
| 1998       | Marparaíso               | Gregorio Leal                              | Canal 13    |
| 1999       | Cerro alegre             | Guillermo Méndez «Capitán Memo»            | Canal 13    |
| 2001       | Corazón pirata           | Yamil Saud                                 | Canal 13    |
| 2009       | Sin anestesia            | Domingo Quiñones                           | Chilevisión |
| 2011       | Infiltradas              | Luis Alegría                               | Chilevisión |

### Series y unitarios
- De chincol a jote (Canal 13, 1987-1993) - Varios personajes
- La patrulla del desierto (Canal 13, 1993) - Pedro Salcedo
- Vamos Chile (Red TV, 2003) - animador
- Casado con hijos (Mega, 2007) - Dr. Indigo

## Historial electoral

### Elecciones parlamentarias de 2013
- Elecciones parlamentarias de 2013, por el Distrito 47 (Antuco, Laja, Los Ángeles, Mulchén, Nacimiento, Negrete, Quilaco, Quilleco, San Rosendo, Santa Bárbara y Tucapel)[5]

### Elecciones parlamentarias de 2017
- Elecciones parlamentarias de 2017, para diputado por el distrito 21 (Alto Biobío, Antuco, Arauco, Cañete, Contulmo, Curanilahue, Laja, Lebu, Los Álamos, Los Ángeles, Lota, Mulchén, Nacimiento, Negrete, Quilaco, Quilleco, San Rosendo, Santa Bárbara, Tirúa y Tucapel)[6]